# Fiat 1800
Der Fiat 1800 ist ein ab 1959 in Mirafiori produziertes Automobil des Herstellers Fiat mit Sechszylindermotor und selbsttragender Karosserie. Es trug im Automobilbau maßgeblich zu einem Stilwechsel der Karosseriegestaltung weg von schwülstigen Formen hin zu klaren Linien bei und vertrat die von Pininfarina erdachte Trapezlinie in besonders konsequenter Weise. Den Wagen gab es als viertürige Stufenhecklimousine und als fünftürigen Kombi „Familiare“. Werksintern bezeichnete Fiat den 1800 (B) als Typ 112, und die abgeleiteten Typen Fiat 2100 und Fiat 2300 als Typ 114. Vom Typ 2300 wurde außerdem das Fiat 2300 Coupé abgeleitet. Insgesamt wurden etwa 185.000 Fahrzeuge der genannten Typen hergestellt.
Die Karosserie des Fiat 1800 wurde von 1960 bis 1964 auch für den Seat 1400 C und von 1963 bis 1973 für den Seat 1500 verwendet, der mit Dieselmotor von Daimler-Benz 1970 auch als Seat 1800 D und ab 1971 als Seat 2000 D zu haben war. Jedoch nutzte Seat die Vorderachse des Fiat 1400 mit Schraubenfedern.

## 1959 bis 1961
Das Modell 1800 hatte einen Sechszylinder-Reihenmotor mit 1795 cm³ Hubraum und einer Leistung von 55 kW (75 PS). Als Modell 2100 wurde der Wagen mit größerem Motor von 2054 cm³ Hubraum angeboten, der 61 kW (82 PS) leistete. Zur Serienausstattung gehörten eine Zweifarbenlackierung, farblich an die Außenfarbe angepasste Polsterung aus Stoff und Kunstleder, Teppich im Kofferraum, Ausstellfenster in den Türen, abblendbarer Innenspiegel und Weißwandreifen.
Der Kombi „Familiare“ hatte eine horizontal geteilte Heckklappe und war für einen Kombi damaliger Verhältnisse recht luxuriös ausgestattet. Voluminösere Bereifung wurde der größeren Zuladung gerecht. Die Achsübersetzung war kürzer als im Pkw übersetzt.
Als luxuriösere Variante war zudem der 2100 Speciale mit einer 16 cm längeren Karosserie als beim 1800/2100 erhältlich. Er hatte einen anderen Kühlergrill, Doppelscheinwerfer, serienmäßige Metallic-Lackierung; die hinteren Stoßstangen reichten bis zu den Radläufen, und die hintere Kofferraumkante zierte eine Chromleiste, während auf die seitliche Chromleiste verzichtet wurde. Von dieser Ausführung wurden nur 1174 Exemplare hergestellt.
Mit dem Vorgängermodell Fiat 1900 hatte die neue Modellreihe nur wenig gemeinsam, darunter die direkt ausgelegte Lenkung und die starre Hinterachse, die nun aber einen Panhardstab aufwies. An der Entwicklung des neuen Sechszylindermotors war neben Chefkonstrukteur Dante Giacosa auch Aurelio Lampredi beteiligt. Merkmale waren unter anderem ein annähernd halbkugelig geformter Brennraum, vierfach gelagerte Kurbelwelle mit Schwingungsdämpfer, hängende Ventile und ein Zylinderkopf aus Leichtmetall. Das synchronisierte Vierganggetriebe wurde mit Lenkradschaltung bedient. Eine geteilte Kardanwelle trieb die Hinterräder an. 

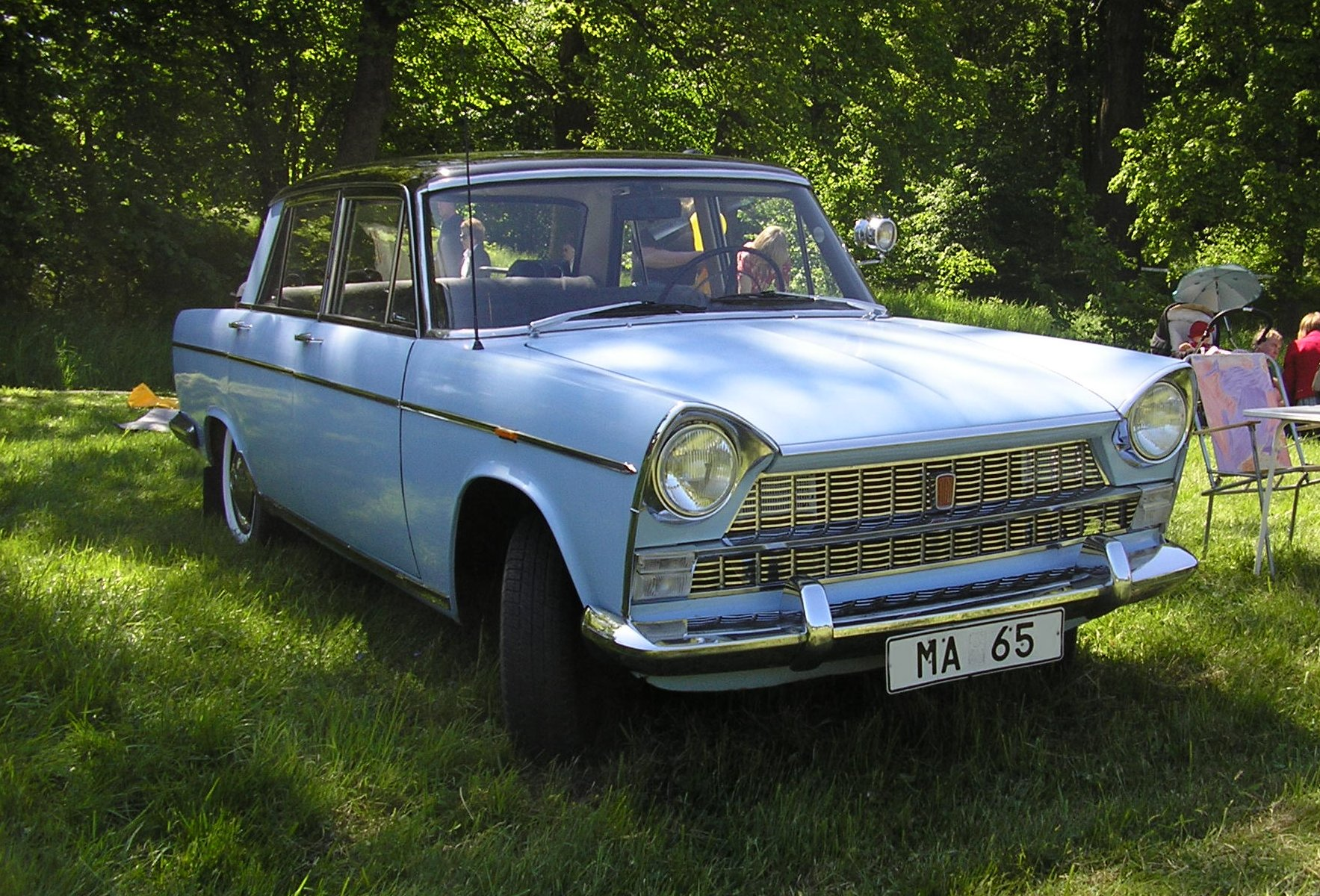
Fiat 2100 Limousine
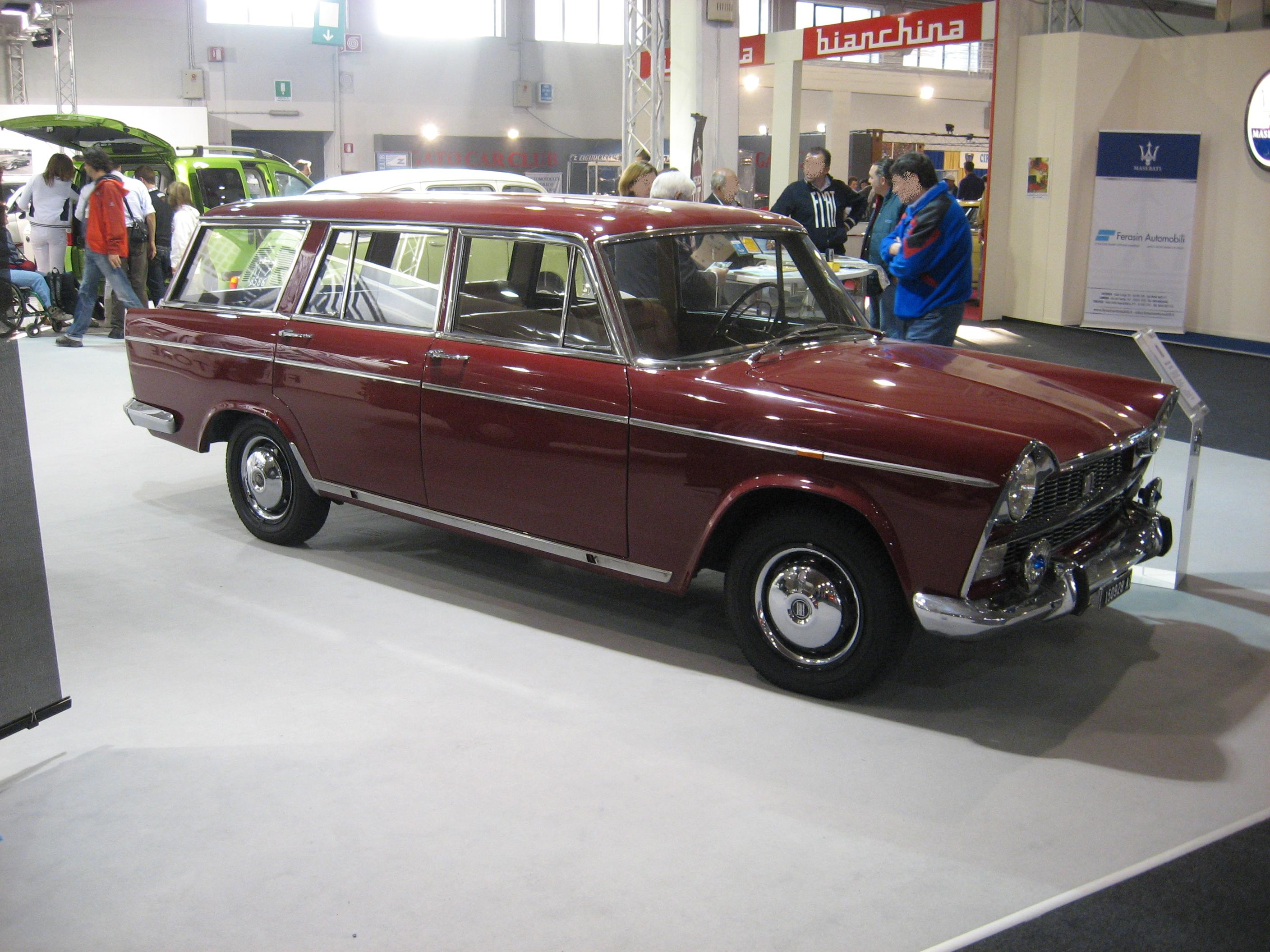
Fiat 2100 Kombi „Familiare“
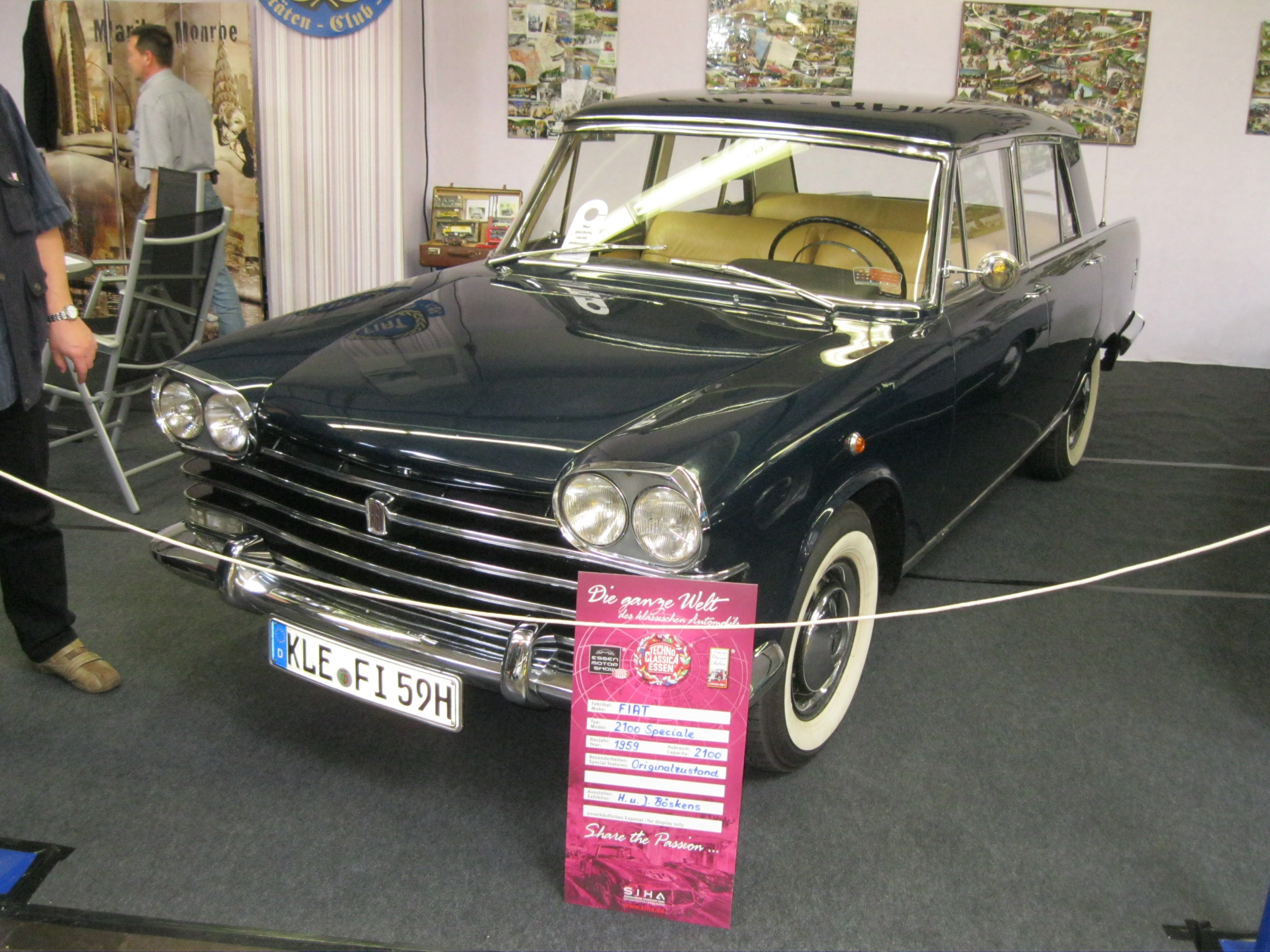
Fiat 2100 Speciale

## 1961 bis 1963
1961 wurde der Fiat 1800 zum 1800 B weiterentwickelt, während der 2100 durch den 2300 abgelöst wurde.
Der 1800 B blieb äußerlich gegenüber dem 1800 mit Ausnahme der nun einfarbigen Lackierung fast unverändert. Neben einigen Detailänderungen wurden zwei Schwachpunkte beseitigt: Die starre Hinterachse mit einer Kombination aus Schraubenfedern und als Schubstreben wirkenden viertelelliptischen Blattfedern wurde durch halbelliptische Blattfedern ersetzt, und die Trommelbremsen wichen Scheibenbremsen an allen Rädern. Das verbesserte Fahrwerk ließ eine Leistungssteigerung auf 60 kW (81 PS) zu. Der 1800 B Familiare hatte einen 12 cm niedrigeren Ladeboden, war jedoch nur noch mit Gummimatten statt Teppich verkleidet.

## 1963 bis 1968
Im Sommer 1963 gab es für den 1800 B und den nun als 2300 de Luxe („Lusso“) bezeichneten Fiat als technische Neuerungen wartungsfreie Gelenke an Vorderachse und Lenkung, eine Wechselstromlichtmaschine, eine neue Heizanlage und rote Warnleuchten beim Öffnen der Vordertüren. Einzelsitze vorn und einige andere Details der Innenausstattung blieben dem 2300 de Luxe vorbehalten.
Der 1800 B wurde nach 1965 in Deutschland aus dem Programm genommen, da der Fiat 1500 L mit gleicher Karosserie deutlich günstiger war.
1964 wurde am 1800 B und 2300 de Luxe eine Zweikreisbremsanlage eingeführt.
Ende 1968 wurde die Produktion eingestellt.

## Technische Daten
| Technische Daten Fiat 1800B/2100/2100 Speciale | Technische Daten Fiat 1800B/2100/2100 Speciale                                         | Technische Daten Fiat 1800B/2100/2100 Speciale                                         | Technische Daten Fiat 1800B/2100/2100 Speciale                                         |
| Fiat:                                          | 1800 (B)                                                                               | 2100                                                                                   | 2100 Speciale                                                                          |
| ---------------------------------------------- | -------------------------------------------------------------------------------------- | -------------------------------------------------------------------------------------- | -------------------------------------------------------------------------------------- |
| Motor:                                         | 6-Zylinder-Reihenmotor (Viertakt)                                                      | 6-Zylinder-Reihenmotor (Viertakt)                                                      | 6-Zylinder-Reihenmotor (Viertakt)                                                      |
| Hubraum:                                       | 1795 cm³                                                                               | 2054 cm³                                                                               | 2054 cm³                                                                               |
| Bohrung × Hub:                                 | 72 × 73,5 mm                                                                           | 77 × 73,5 mm                                                                           | 77 × 73,5 mm                                                                           |
| Leistung bei 1/min:                            | 53/60 kW bei 5000/5200                                                                 | 60 kW bei 5000                                                                         | 60 kW bei 5000                                                                         |
| Max. Drehmoment bei 1/min:                     | 127/113 Nm bei 3100/4000                                                               | 144 Nm bei 3000                                                                        | 144 Nm bei 3000                                                                        |
| Verdichtung:                                   | 8,8:1                                                                                  | 8,8:1                                                                                  | 8,8:1                                                                                  |
| Gemischaufbereitung:                           | 1 Fallstrom-Doppelvergaser Weber 28-36 DCD2                                            | 1 Fallstrom-Doppelvergaser Weber 34 DAS1                                               | 1 Fallstrom-Doppelvergaser Weber 34 DAS1                                               |
| Ventilsteuerung:                               | seitliche Nockenwelle, hängende Ventile, Kette                                         | seitliche Nockenwelle, hängende Ventile, Kette                                         | seitliche Nockenwelle, hängende Ventile, Kette                                         |
| Kühlung:                                       | Wasserkühlung                                                                          | Wasserkühlung                                                                          | Wasserkühlung                                                                          |
| Getriebe:                                      | 4-Gang-Getriebe, Lenkradschaltung a.W. mit Saxomat-Halbautomatik                       | 4-Gang-Getriebe, Lenkradschaltung a.W. mit Saxomat-Halbautomatik                       | 4-Gang-Getriebe, Lenkradschaltung a.W. mit Saxomat-Halbautomatik                       |
| Radaufhängung vorn:                            | Dreiecklenker oben, Querlenker unten, Längsschubstreben, Torsionsstäbe                 | Dreiecklenker oben, Querlenker unten, Längsschubstreben, Torsionsstäbe                 | Dreiecklenker oben, Querlenker unten, Längsschubstreben, Torsionsstäbe                 |
| Radaufhängung hinten:                          | Starrachse, Federlenker, Schraubenfedern, 1800 B: Blattfedern                          | Starrachse, Federlenker, Schraubenfedern, 1800 B: Blattfedern                          | Starrachse, Federlenker, Schraubenfedern, 1800 B: Blattfedern                          |
| Bremsen:                                       | Trommelbremsen, 1800 B: Scheibenbremsen an allen Rädern (Durchmesser v/h 26,3/25,4 cm) | Trommelbremsen, 1800 B: Scheibenbremsen an allen Rädern (Durchmesser v/h 26,3/25,4 cm) | Trommelbremsen, 1800 B: Scheibenbremsen an allen Rädern (Durchmesser v/h 26,3/25,4 cm) |
| Lenkung:                                       | Schneckenlenkung                                                                       | Schneckenlenkung                                                                       | Schneckenlenkung                                                                       |
| Karosserie:                                    | Stahlblech, selbsttragend                                                              | Stahlblech, selbsttragend                                                              | Stahlblech, selbsttragend                                                              |
| Spurweite vorn/hinten:                         | 1345/1310 mm                                                                           | 1345/1310 mm                                                                           | 1345/1310 mm                                                                           |
| Radstand:                                      | 2650 mm                                                                                | 2650 mm                                                                                | 2650 mm                                                                                |
| Abmessungen:                                   | 4485 × 1620 × 1470 mm                                                                  | 4485 × 1620 × 1470 mm                                                                  | 4625 × 1628 × 1452 mm                                                                  |
| Leergewicht:                                   | 1180 kg                                                                                | 1180 kg                                                                                | 1250 kg                                                                                |
| Höchstgeschwindigkeit:                         | 145+ km/h                                                                              | 150 km/h                                                                               | 145+ km/h                                                                              |
| 0–100 km/h:                                    | nicht angegeben                                                                        | nicht angegeben                                                                        | nicht angegeben                                                                        |
| Verbrauch (Liter/100 Kilometer, CUNA-Norm):    | 11,6 S                                                                                 | 12,0 S                                                                                 | 13,0 S                                                                                 |
| Preis (DM, 1965): (SFr, 1965)                  | 8.990 (1963) 11.350                                                                    | -- 12.600 (1960)                                                                       | -- 14.700 (1960)                                                                       |

## Verbleib in Deutschland
Schon im Jahr 1992 waren beim Kraftfahrtbundesamt nur noch 123 Fahrzeuge der gesamten Modellreihe gemeldet. Zum 1. Januar 2024 waren es noch 12 Fahrzeuge.